# Chens-sur-Léman
Chens-sur-Léman ist eine französische Gemeinde im Département Haute-Savoie in der Region Auvergne-Rhône-Alpes.

## Geographie
Chens-sur-Léman liegt auf 421 m, 17 Kilometer nordnordöstlich der Stadt Genf (Luftlinie). Das Dorf erstreckt sich auf einer Anhöhe über dem Südufer des Genfersees etwa gegenüber dem schweizerischen Städtchen Coppet, auf der Westseite der Presqu'île du Léman, einer breiten Halbinsel, die weit in den Genfersee hinausragt.
Die Fläche des 10,87 km² großen Gemeindegebiets umfasst einen Abschnitt am Südufer des Genfersees, die Seeuferlinie beträgt ungefähr 4,6 km. Das Gemeindeareal erstreckt sich vom flachen Seeufer südostwärts über einen sanft ansteigenden Hang bis auf das Plateau der Presqu'île du Léman. Hier befinden sich die ausgedehnten Wälder Bois des Conches und Les Coudriettes. Die höchste Erhebung wird mit 439 m auf der Höhe östlich des Dorfes erreicht. Das Plateau wird untergliedert durch die Erosionstälchen der Bäche Ruisseau des Léchères, Ruisseau de Chamburaz und Hermance. Die Hermance (Grenze zur Schweiz) wie auch der Ruisseau des Léchères haben an ihrer Mündung in den See einen kleinen Schwemmkegel aufgeschüttet.

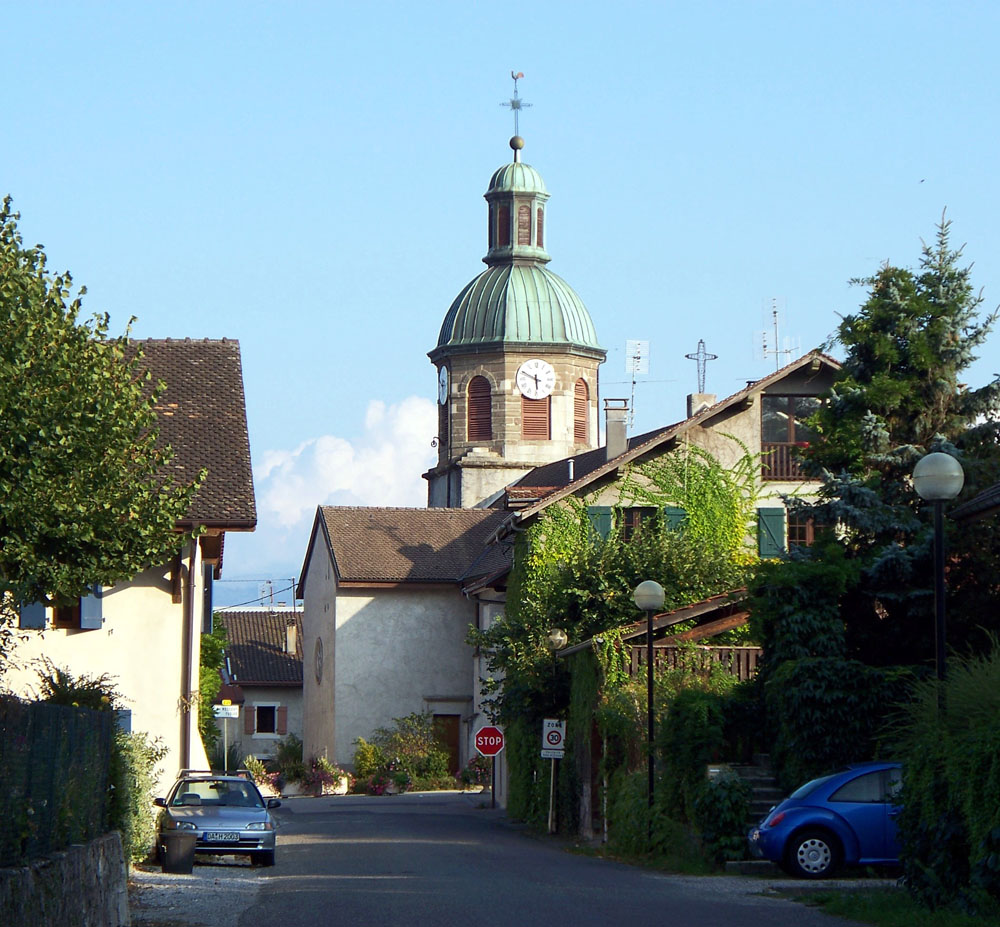
Die Kirche von Chens-sur-Léman

Zu Chens-sur-Léman gehören die Weilersiedlungen Bléchamp, Vérancy, Véreitre, Lagraie und Collongette (alle auf dem Plateau) sowie Chens le Pont (380 m) an der Hermance (Grenzübergang zum schweizerischen Ort Hermance). Nachbargemeinden von Chens-sur-Léman sind Messery im Norden, Massongy, Douvaine und Loisin im Osten, Veigy-Foncenex im Süden und das schweizerische Hermance im Südwesten.

## Geschichte
Das Gebiet um Chens-sur-Léman war schon sehr früh bewohnt. Die ältesten Spuren stammen von fünf Uferrandsiedlungen aus dem Neolithikum, die jedoch nicht systematisch ausgegraben wurden. Auch während der Römerzeit bestand hier eine Siedlung.
Im Mittelalter befand sich das Gemeindegebiet von Chens-sur-Léman in einer Region, die zwischen den Grafen von Faucigny, den Grafen von Genf und den Herzögen von Savoyen umstritten war. Das Gebiet war in drei Lehen unterteilt: Der südlichste Teil mit Grésier gehörte den Herren von Faucigny, Servette war dem Grafen von Savoyen unterstellt und das Château de Beauregard gehörte den Grafen von Genf.
Auch der Gemeindename hat sich im Lauf der Zeit gewandelt. Seit dem Mittelalter hieß der Ort Cusy, ab 1860 Cusy-Chens, ab 1866 Chens-Cusy und ab etwa 1872 nur noch Chens. Der heute offizielle Name Chens-sur-Léman wurde per Dekret 1953 eingeführt.

## Sehenswürdigkeiten

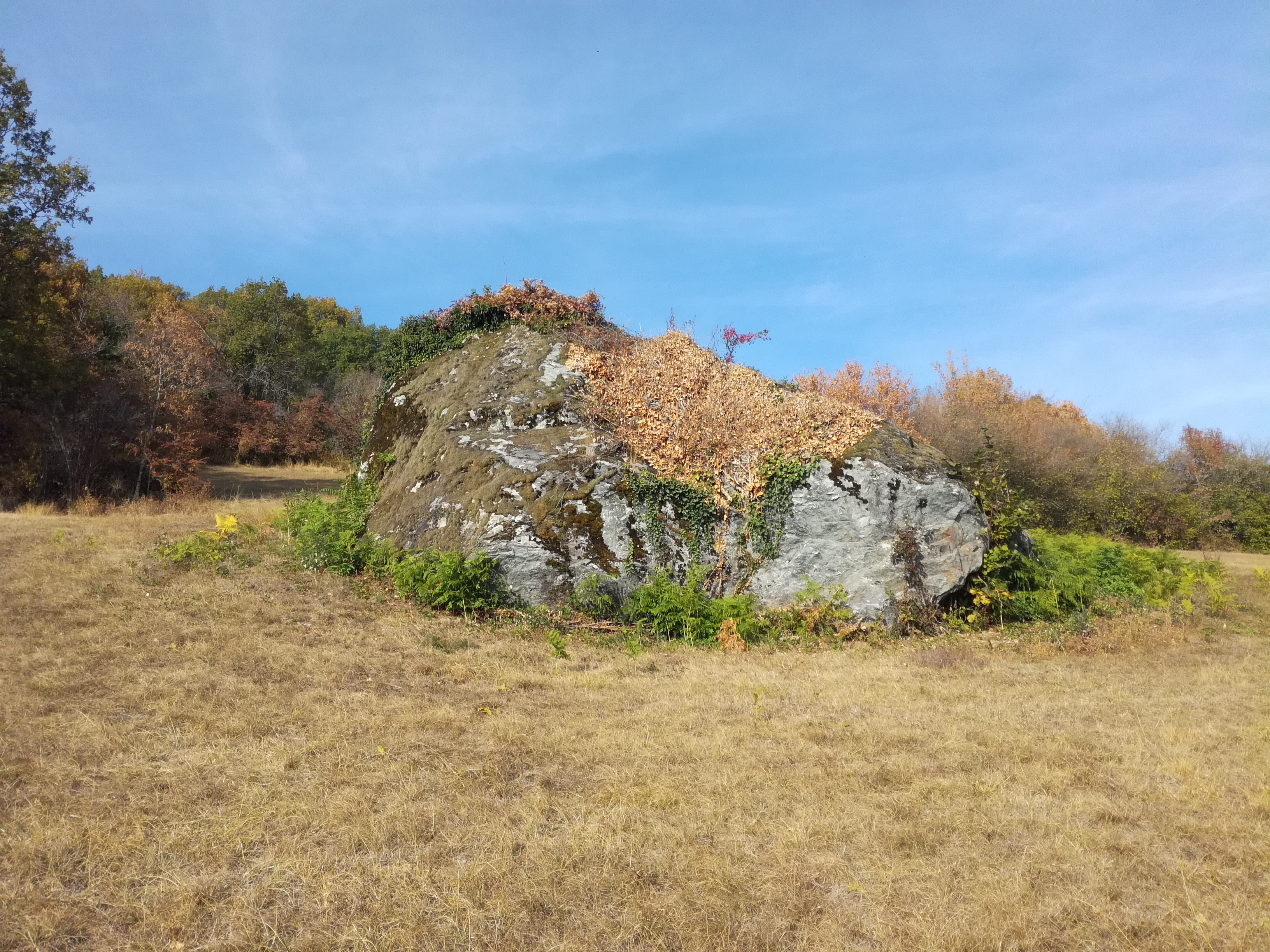
Findling von Riant Mont

Chens-sur-Léman besitzt mehrere Gotteshäuser: die Dorfkirche, die Kapelle Saint-Joseph-du-Lac am Seeufer und die alte Kirche von Cusy. In einem großen Park am Seeufer steht das Château de Beauregard, das ab 1250 erbaut wurde und in späteren Zeiten mehrmals in Mitleidenschaft gezogen wurde (1536 von den Bernern und 1792 im Gefolge der Französischen Revolution). Deshalb wurde das Schloss mehrfach stark verändert; ältester Teil ist der fünfeckige Bergfried aus der Erbauungszeit.

## Bevölkerung
| Jahr                       | 1962 | 1968 | 1975 | 1982 | 1990 | 1999 | 2006 |
| Einwohner                  | 568  | 636  | 835  | 856  | 1063 | 1274 | 1656 |
| Quellen: Cassini und INSEE |      |      |      |      |      |      |      |

Mit 3005 Einwohnern (Stand 1. Januar 2022) gehört Chens-sur-Léman zu den kleineren Gemeinden des Département Haute-Savoie. In den letzten Jahrzehnten wurde ein starkes Wachstum der Einwohnerzahl verzeichnet. Außerhalb der Ortschaft in der Nähe des Seeufers befinden sich zahlreiche Zweitwohnsitze.

## Wirtschaft und Infrastruktur
Chens-sur-Léman war bis weit ins 20. Jahrhundert hinein ein vorwiegend durch die Landwirtschaft geprägtes Dorf. Heute gibt es zahlreiche Erwerbstätige, die in den umliegenden größeren Ortschaften ihrer Arbeit nachgehen und zum Teil auch nach Genf pendeln.
Der Ort besitzt einen kleinen Hafen bei Tougues und ist durch den Personenschiffsverkehr mit den anderen Seeanstößergemeinden und der Stadt Genf verbunden. Chens-sur-Léman liegt abseits der größeren Durchgangsstraßen, ist aber von Douvaine aus leicht zu erreichen. Weitere Verbindungen bestehen mit Yvoire und Hermance.

## Sport
Im Stade Marius Berthet am Rande von Chens trägt der Rugby-Union-Verein Hermance RRC aus der Schweizer Nachbargemeinde Hermance seine Heimspiele aus.